# Гуцул Едуард Григорович
Едуа́рд Григо́рович Гуцул (1977—2014) — старший солдат Збройних сил України, учасник російсько-української війни.

## Життєпис
Народився 1977 року в місті Кривий Ріг (Дніпропетровська область). Виростав зі старшим братом. Закінчив криворізьку загальноосвітню середню школу № 49, ПТУ № 33, будівельник. У 1994—1995 роках служив у Збройних силах України, по тому трудився на різних підприємствах Кривбасу.
У березні 2014-го пішов до лав ЗСУ; старший стрілець, 25-та окрема повітрянодесантна бригада. Брав участь у бойових операціях при визволенні Слов'янська, Амвросіївки.
16 серпня 2014-го загинув в ході пошуково-ударних дій від кулі снайпера. Під час зачистки від терористів блокпоста, Едуард з побратимами вирушив на БТРі, перебував найвище на бронемашині, ворожа куля влучила в груди. Тоді ж поліг Кирилюк Василь Сергійович.
Похований у Кривому Розі.
Без сина лишилася мама Олександра Василівна.

## Нагороди та вшанування
- 14 листопада 2014 року за особисту мужність і героїзм, виявлені у захисті державного суверенітету та територіальної цілісності України, вірність військовій присязі під час російсько-української війни, відзначений — нагороджений орденом «За мужність» III ступеня (посмертно).
- Його портрет розміщений на меморіалі «Стіна пам'яті полеглих за Україну» у Києві: секція 2, ряд 8, місце 29.
- Вшановується 17 серпня на щоденному ранковому церемоніалі вшанування українських захисників, які загинули цього дня в різні роки внаслідок російської збройної агресії[1]